# Potenza Sport Club 1964-1965
Questa voce raccoglie le informazioni riguardanti il Potenza Sport Club nelle competizioni ufficiali della stagione 1964-1965.

## Stagione

Un giovane Roberto Boninsegna, tra i protagonisti dell'annata.

Rinnovata la rosa con gli arrivi di giovani provenienti da squadre di Serie A, come ad esempio Bercellino proveniente dalla Juventus e Boninsegna dall'Inter, il Potenza iniziò la stagione in sordina perdendo nettamente al primo turno di Coppa Italia contro il Catania. Nelle prime battute del campionato la squadra, decimata dalle assenze di alcuni elementi importanti per la costruzione del gioco, ebbe delle prestazioni alterne risultando terzultimo dopo sette giornate. Nelle successive giornate il Potenza iniziò una graduale rimonta che lo porterà, a partire dalla seconda metà del girone di ritorno, a inserirsi nella lotta per la promozione. Una serie di passi falsi nel finale di campionato, tra cui la sconfitta esterna per 1-0 contro il Monza alla penultima giornata, taglieranno fuori la squadra dal discorso promozione con novanta minuti di anticipo sulla fine del torneo, ma non le impediranno di concludere la stagione registrando diversi record stagionali, tra cui il miglior attacco della categoria, che con 55 reti sarà anche il secondo tra tutte le squadre di serie professionistiche solo dopo quello dei campioni d'Italia dell'Inter.

## Divise
| Manica sinistra · Manica sinistra · Maglietta · Maglietta · Manica destra · Manica destra · Pantaloncini · Calzettoni |

## Rosa
| N. |                   | Ruolo | Calciatore      |
| -- | ----------------- | ----- | --------------- |
| -  | Italia (bandiera) | P     | Luciano Masiero |
| -  | Italia (bandiera) | P     | Bruno Ducati    |
| -  | Italia (bandiera) | D     | Mario De Grassi |
| -  | Italia (bandiera) | D     | Andrea Nesti    |
| -  | Italia (bandiera) | D     | Rosario Spanò   |
| -  | Italia (bandiera) | D     | Paolo Vaini     |
| -  | Italia (bandiera) | C     | Domenico Casati |
| -  | Italia (bandiera) | C     | Franco Carrera  |
| -  | Italia (bandiera) | C     | Silvano Merkuza |

| N. |                   | Ruolo | Calciatore         |
| -- | ----------------- | ----- | ------------------ |
| -  | Italia (bandiera) | C     | Franco Dianti      |
| -  | Italia (bandiera) | C     | Vincenzo Rosito    |
| -  | Italia (bandiera) | C     | Pilade Canuti      |
| -  | Italia (bandiera) | A     | Silvino Bercellino |
| -  | Italia (bandiera) | A     | Rodolfo Bonacchi   |
| -  | Italia (bandiera) | A     | Franco Carrera     |
| -  | Italia (bandiera) | A     | Roberto Boninsegna |
| -  | Italia (bandiera) | A     | Franco Rubino      |
| -  | Italia (bandiera) | A     | Adriano Zanuttig   |

## Risultati

### Serie B

#### Girone di andata
| 13 settembre 1964 1ª giornata | Potenza | 2 – 1 | Verona |  |

| 20 settembre 1964 2ª giornata | Palermo | 2 – 1 | Potenza |  |

| 27 settembre 1964 3ª giornata | Potenza | 3 – 1 | Padova |  |

| 4 ottobre 1964 4ª giornata | Potenza | 1 – 2 | Brescia |  |

| 11 ottobre 1964 5ª giornata | Reggiana | 3 – 1 | Potenza |  |

| 18 ottobre 1964 6ª giornata | Triestina | 1 – 1 | Potenza |  |

| 25 ottobre 1964 7ª giornata | Potenza | 0 – 3 | Lecco |  |

| 1 novembre 1964 8ª giornata | Potenza | 2 – 1 | Bari |  |

| 15 novembre 1964 9ª giornata | Venezia | 2 – 1 | Potenza |  |

| 22 novembre 1964 10ª giornata | Alessandria | 0 – 0 | Potenza |  |

| 29 novembre 1964 11ª giornata | Potenza | 1 – 1 | Napoli |  |

| 6 dicembre 1964 12ª giornata | Potenza | 1 – 1 | Catanzaro |  |

| 13 dicembre 1964 13ª giornata | Pro Patria | 1 – 1 | Potenza |  |

| 20 dicembre 1964 14ª giornata | Modena | 2 – 1 | Potenza |  |

| 27 dicembre 1964 15ª giornata | Potenza | 4 – 1 | Trani |  |

| 10 gennaio 1965 16ª giornata | Livorno | 1 – 1 | Potenza |  |

| 17 gennaio 1965 17ª giornata | Parma | 2 – 2 | Potenza |  |

| 24 gennaio 1965 18ª giornata | Potenza | 1 – 0 | Monza |  |

| 31 gennaio 1965 19ª giornata | SPAL | 2 – 3 | Potenza |  |

#### Girone di ritorno
| 7 febbraio 1965 20ª giornata | Verona | 0 – 3 | Potenza |  |

| 14 febbraio 1965 21ª giornata | Potenza | 3 – 2 | Palermo |  |

| 21 febbraio 1965 22ª giornata | Padova | 1 – 0 | Potenza |  |

| 28 febbraio 1965 23ª giornata | Brescia | 1 – 1 | Potenza |  |

| 7 marzo 1965 24ª giornata | Potenza | 1 – 1 | Reggiana |  |

| 14 marzo 1965 25ª giornata | Potenza | 2 – 0 | Triestina |  |

| 21 marzo 1965 26ª giornata | Lecco | 2 – 3 | Potenza |  |

| 28 marzo 1965 27ª giornata | Bari | 1 – 0 | Potenza |  |

| 11 aprile 1965 28ª giornata | Potenza | 4 – 1 | Venezia |  |

| 18 aprile 1965 29ª giornata | Potenza | 1 – 1 | Alessandria |  |

| 25 aprile 1965 30ª giornata | Napoli | 0 – 0 | Potenza |  |

| 2 maggio 1965 31ª giornata | Catanzaro | 0 – 0 | Potenza |  |

| 9 maggio 1965 32ª giornata | Potenza | 3 – 0 | Pro Patria |  |

| 16 maggio 1965 33ª giornata | Potenza | 1 – 1 | Modena |  |

| 23 maggio 1965 34ª giornata | Trani | 0 – 0 | Potenza |  |

| 30 maggio 1965 35ª giornata | Potenza | 2 – 0 | Livorno |  |

| 6 giugno 1965 36ª giornata | Potenza | 2 – 0 | Parma |  |

| 13 giugno 1965 37ª giornata | Monza | 1 – 0 | Potenza |  |

| 20 giugno 1965 38ª giornata | Potenza | 2 – 1 | SPAL |  |

## Statistiche

### Statistiche di squadra
| Competizione | Punti | In casa | In casa | In casa | In casa | In casa | In casa | In trasferta | In trasferta | In trasferta | In trasferta | In trasferta | In trasferta | Totale | Totale | Totale | Totale | Totale | Totale | DR  |
| Competizione | Punti | G       | V       | N       | P       | Gf      | Gs      | G            | V            | N            | P            | Gf           | Gs           | G      | V      | N      | P      | Gf     | Gs     | DR  |
| ------------ | ----- | ------- | ------- | ------- | ------- | ------- | ------- | ------------ | ------------ | ------------ | ------------ | ------------ | ------------ | ------ | ------ | ------ | ------ | ------ | ------ | --- |
| Serie B      | 44    | 19      | 12      | 5       | 2       | 36      | 18      | 19           | 3            | 9            | 7            | 19           | 22           | 38     | 15     | 14     | 9      | 55     | 40     | +15 |
| Coppa Italia |       | 1       | 0       | 0       | 1       | 0       | 4       | -            | -            | -            | -            | -            | -            | 1      | 0      | 0      | 1      | 0      | 4      | -4  |
| Totale       |       | 20      | 12      | 5       | 3       | 36      | 22      | 19           | 3            | 9            | 7            | 19           | 22           | 39     | 15     | 14     | 10     | 55     | 44     | +11 |

### Statistiche dei giocatori
| Giocatore     | Serie B  | Serie B | Coppa Italia | Coppa Italia | Totale   | Totale |
| Giocatore     | Presenze | Reti    | Presenze     | Reti         | Presenze | Reti   |
| ------------- | -------- | ------- | ------------ | ------------ | -------- | ------ |
| S. Bercellino | 34       | 18      | 1            | 0            | 35       | 18     |
| R. Boninsegna | 32       | 9       | -            | -            | 32       | 9      |
| P. Canuti     | 38       | 2       | 1            | 0            | 39       | 2      |
| F. Carrera    | 31       | 6       | -            | -            | 31       | 6      |
| D. Casati     | 33       | 2       | -            | -            | 33       | 2      |
| M. De Grassi  | 26       | 0       | -            | -            | 26       | 0      |
| F. Dianti     | 17       | 1       | 1            | 0            | 18       | 1      |
| B. Ducati     | 26       | -26     | 1            | -4           | 27       | -30    |
| V. Ferrulli   | 2        | 0       | 1            | 0            | 3        | 0      |
| Grimm         | -        | -       | 1            | 0            | 1        | 0      |
| L. Masiero    | 11       | -14     | -            | -            | 11       | -14    |
| S. Merkuza    | 37       | 0       | 1            | 0            | 38       | 0      |
| A. Nesti      | 26       | 0       | 1            | 0            | 27       | 0      |
| V. Rosito     | 38       | 9       | 1            | 0            | 39       | 9      |
| F. Rubino     | 7        | 3       | -            | -            | 7        | 3      |
| Rusalem       | -        | -       | 1            | 0            | 1        | 0      |
| R. Spanò      | 24       | 0       | 1            | 0            | 25       | 0      |
| G. Speranza   | 1        | 0       | -            | -            | 1        | 0      |
| P. Vaini      | 35       | 0       | 1            | 0            | 36       | 0      |